# British Home Championship 1938/39
De British Home Championship van 1938/39 was de 51e editie van de British Home Championship. Het toernooi werd gehouden van 9 oktober 1938 tot en met 15 april 1939. Engeland, Wales en Schotland werden kampioen.

## Eindstand
| Team          | Gsp | W | G | V | DV | DT | DS  | Ptn |
| ------------- | --- | - | - | - | -- | -- | --- | --- |
| Engeland      | 3   | 2 | 0 | 1 | 11 | 5  | +6  | 4   |
| Wales         | 3   | 2 | 0 | 1 | 9  | 6  | +3  | 4   |
| Schotland     | 3   | 2 | 0 | 1 | 6  | 4  | +2  | 4   |
| Noord-Ierland | 3   | 0 | 0 | 3 | 1  | 12 | –11 | 0   |

## Wedstrijden
|                                                   |               |                                    |           |                                                                                    |
| 8 oktober 1938 «onderlinge duels» 15:00 uur (UTC) | Noord-Ierland | 0 – 2                              | Schotland | Windsor Park, Belfast Toeschouwers: 36.000 Scheidsrechter: Reginald Mortimer (ENG) |
| 8 oktober 1938 «onderlinge duels» 15:00 uur (UTC) |               | 34' Jimmy Delaney 49' Tommy Walker |           | Windsor Park, Belfast Toeschouwers: 36.000 Scheidsrechter: Reginald Mortimer (ENG) |

|                                                    |                                                     |       |                                              |                                                                                  |
| 22 oktober 1938 «onderlinge duels» 15:15 uur (UTC) | Wales                                               | 4 – 2 | Engeland                                     | Ninian Park, Cardiff Toeschouwers: 55.000 Scheidsrechter: William Hamilton (IRL) |
| 22 oktober 1938 «onderlinge duels» 15:15 uur (UTC) | Dai Astley 5', 64' Idris Hopkins 33' Bryn Jones 61' |       | 27' (pen.) Tommy Lawton 35' Stanley Matthews | Ninian Park, Cardiff Toeschouwers: 55.000 Scheidsrechter: William Hamilton (IRL) |

|                                                    |                                         |       |                                 |                                                                                      |
| 9 november 1938 «onderlinge duels» 14:45 uur (UTC) | Schotland                               | 3 – 2 | Wales                           | Tynecastle Park, Edinburgh Toeschouwers: 34.810 Scheidsrechter: Tommy Thompson (ENG) |
| 9 november 1938 «onderlinge duels» 14:45 uur (UTC) | Torry Gillick 30' Tommy Walker 83', 84' |       | 17' Dai Astley 86' Leslie Jones | Tynecastle Park, Edinburgh Toeschouwers: 34.810 Scheidsrechter: Tommy Thompson (ENG) |

|                                                     |                                                                          |       |               |                                                                                    |
| 16 november 1938 «onderlinge duels» 14:30 uur (UTC) | Engeland                                                                 | 7 – 0 | Noord-Ierland | Old Trafford, Stretford Toeschouwers: 40.386 Scheidsrechter: Peter Craigmyle (SCO) |
| 16 november 1938 «onderlinge duels» 14:30 uur (UTC) | Tommy Lawton 8' Willie Hall 36', 38', 40', 55', 65' Stanley Matthews 75' |       |               | Old Trafford, Stretford Toeschouwers: 40.386 Scheidsrechter: Peter Craigmyle (SCO) |

|                                                  |                                                 |       |                     |                                                                                     |
| 15 maart 1939 «onderlinge duels» 16:30 uur (UTC) | Wales                                           | 3 – 1 | Noord-Ierland       | Racecourse Ground, Wrexham Toeschouwers: 22.997 Scheidsrechter: Arthur Barton (ENG) |
| 15 maart 1939 «onderlinge duels» 16:30 uur (UTC) | Horace Cumner 7' Pat Glover 20' Les Boulter 62' |       | 15' Dudley Milligan | Racecourse Ground, Wrexham Toeschouwers: 22.997 Scheidsrechter: Arthur Barton (ENG) |

|                                                  |                  |       |                                  |                                                                                    |
| 15 april 1939 «onderlinge duels» 15:15 uur (UTC) | Schotland        | 1 – 2 | Engeland                         | Hampden Park, Glasgow Toeschouwers: 149.269 Scheidsrechter: William Hamilton (NIR) |
| 15 april 1939 «onderlinge duels» 15:15 uur (UTC) | Jimmy Dougal 20' |       | 67' Pat Beasley 88' Tommy Lawton | Hampden Park, Glasgow Toeschouwers: 149.269 Scheidsrechter: William Hamilton (NIR) |